# Marília Garcia
Marília Garcia (Rio de Janeiro, 29 de novembro de 1979) é uma poeta, artista, tradutora e editora brasileira.
É autora dos livros 20 poemas para o seu walkman (São Paulo: Cosac Naify, 2007/ Bahía Blanca, Argentina: Vox Editorial, 2013), Engano geográfico (Rio de Janeiro: 7letras, 2012 / Error geográfico: Barcelona, 2015), Um teste de resistores (Rio de Janeiro: 7letras, 2014 / Lisboa: Mariposa Azual, 2015), Paris não tem centro (Megamíni, 2015), Câmera lenta (São Paulo: Companhia das letras, 2017) e Expedição: Nebulosa (São Paulo, Companhia das Letras, 2023) — todos de poesia —, do livro de ensaios Pensar com as mãos (São Paulo: Martins Fontes, 2025) e do  infantil, ilustrado por Ligia Franchini, Escolha uma palavra (São Paulo: Companhia das letrinhas, 2025).
Participou de encontros e festivais de poesia como o "Corpo a corpo com a poesia", na Casa das Rosas, em São Paulo, o Festival Latinoamericano de Poesía Salida al Mar, em Buenos Aires, o Festival Europalia, na Bélgica, em 2011. Seus livros foram traduzidos e publicados em outros países, como Argentina, Chile, Colômbia, Portugal, Espanha e Estados Unidos.
Foi co-editora, com os poetas Angélica Freitas, Fabiano Calixto e Ricardo Domeneck, da revista de poesia Modo de Usar & Co e, em 2015, fundou a LunaPARQUE Edições com o poeta Leonardo Gandolfi. Formou-se em Letras e, em 2010, doutorou-se em Literatura Comparada.
Atualmente mora em São Paulo e trabalha com tradução.
Ganhou o Prêmio Oceanos de literatura de 2018 com a obra Câmera lenta.

## Obras
- 20 poemas para o seu walkman (2007);
- Engano geográfico (2012);
- Um teste de resistores (2014);
- Paris não tem centro (2016);
- Câmera Lenta (2017);
- Parque das ruínas (2018);
- Expedição: nebulosa (2023).